# Victoria Nkong
Victoria Nkong là một nhà tư vấn giải trí đa ngôn ngữ Nigeria và là nhà sản xuất sự kiện. Cô đã từng là người dẫn chương trình hai ngôn ngữ, nhà sản xuất cho Kora Awards, Headies Awards và cô đã giúp tìm ra một tổ chức từ thiện và Nhà mồ côi Life Fountain. Victoria là nhà sản xuất điều hành của bữa tiệc kết nối du thuyền trên tàu Cruise & Chills cho Business Moguls, Media and nổi tiếng: Cô cũng đứng sau sự kiện từ thiện thường niên của Slum Invade. Victoria là một trong những người châu Phi đầu tiên góp mặt trong "She Rocks Project World wide"

## Đời sống
Nkong đến từ gia đình của các nhà giáo dục. Nkong có bằng đầu tiên về ngôn ngữ hiện đại của Đại học Calabar ở miền nam Nigeria và nghiên cứu thêm về giao tiếp kinh doanh tại Đại học Cape Town ở Nam Phi. Cô cũng đã nghiên cứu Quản lý Entrepreneurial tại Lagos trường kinh doanh WomenX 
Nkong đã làm việc với KORA All Africa Music Awards với tư cách là người dẫn chương trình song ngữ, PA cho Chủ tịch KORA và cuối cùng là nhà sản xuất chương trình. vào năm 2012. Từ năm 2011 đến 2014, cô đã tổ chức sự kiện quốc tế như kỷ niệm 50 năm Âm nhạc châu Phi với Akon, chương trình thời trang thường niên Vlisco, Mùa hè vàng MTN tại Cộng hòa Bénin, Cuộc thi điền kinh quốc tế châu Phi 2012.
Nkong đã giúp thành lập một tổ chức từ thiện và Nhà mồ côi Life Fountain.